# Giorgio Corbellini
Giorgio Corbellini, né le 20 avril 1947 à Travo en Italie et mort le 13 novembre 2019 à Parme, est un prélat italien au service du Saint-Siège en tant que président du bureau central du travail du Siège apostolique du 3 juillet 2009 à sa mort. A ce titre, il gère donc les relations avec les travailleurs laïcs de la curie romaine.

## Biographie
Giorgio Corbellini entre au petit séminaire en 1958 à Piacenza où il effectue sa scolarité au collège et au lycée. De 1966 à 1972, il intègre le grand séminaire où il suit les cycles de philosophie et de théologie. Il est ordonné le 10 juillet 1971 pour le diocèse de Piacenza. Après son ordination, il exerce des fonctions dans les domaines de la pastorale et de l'éducation.
De 1981 à 1985, il reprend des études universitaires en droit canon à l'université pontificale du Latran où il obtient summa cum laude (avec tous les honneurs) un doctorat in utroque jure. Parallèlement, de 1982 à 1985, il suit la formation pour devenir avocat à la rote.
Le 1er octobre 1985, il entre au service du Saint-Siège en tant qu'official à la commission pontificale pour l'interprétation authentique du Code de Droit canonique, devenue depuis Conseil pontifical pour les textes législatifs. Le 1er septembre 1992, il  est nommé chef du service juridique du gouvernorat de l'État de la Cité du Vatican. Le 19 avril 1993, il est nommé secrétaire général adjoint du gouvernorat. Il conserve cette charge jusqu'au 3 septembre 2011.
Entretemps, le 3 juillet 2009, le pape Benoît XVI le nomme évêque titulaire d'Abula et président du bureau central du travail du Siège apostolique, en remplaçant le cardinal Francesco Marchisano. Mgr Corbellini reprend également le rôle du cardinal Marchisano en tant que président de la Commission permanente pour la protection du patrimoine historique et des monuments artistiques du Saint-Siège. Il est ordonné évêque le 12 septembre par le pape Benoît XVI assisté par les cardinaux Tarcisio Bertone et William Levada.
En plus de ses fonctions au bureau central du travail du Siège apostolique, le 11 mai 2010, il est nommé président de la Commission de discipline de la Curie romaine en remplacement du cardinal Julián Herranz Casado et le 30 janvier 2014, le pape François le nomme président par intérim de l'autorité d'information financière. Il le reste jusqu'au 19 novembre suivant, date de la nomination à la présidence de l'Autorité de René Bruelhart, premier laïc à occuper ce poste.
Le 21 janvier 2015, il est nommé par le pape François membre suppléant de la nouvelle commission spéciale chargée du traitement des recours au sein de la congrégation pour la doctrine de la foi et le 6 février 2016, il est nommé membre de la congrégation pour les causes des saints.
Il meurt le 13 novembre 2019 à Parme.